# Velké Heraltice (zámek)
Zámek Velké Heraltice je zámek (původně hrad) v obci Velké Heraltice v okrese Opava. Od roku 1964 je zámek kulturní památkou.

## Historie

### Hrad
Hrad ve Velkých Heralticích byl postaven pravděpodobně v letech 1255–1265 Vojslavem z Lublic, který se v listině z 2. února 1265 poprvé píše po Heralticích. Z té doby pochází mohutná válcová věž dochovaná do dnešní doby. Při stavbě se stavitel inspiroval nedalekým hradem Cvilínem. Je dokonce možné, že hrad ve Velkých Heralticích stavěl stavitel Cvilína.

### Barokní přestavba
V roce 1668 koupil zámek ve Velkých Heralticích i s celým heraltickým panstvím hrabě Jiří Štěpán Bruntálský z Vrbna. V 70. letech 17. století zámek přestavěl italský stavitel usazený v Opavě Lorenc Nicolo. Na vnitřním vybavení zámku a především zámecké kaple se podílel sochař a štukátor Andreas Anrath.
Při smrti Jiřího Štěpána z Vrbna nebyla stavba zámku ještě dokončena.
| „                                                                        | Zámek, ve kterém jedna strana nová, již sice až po dach vybudovaná, však vrchní štok bez povalův, dlážky, dveří a oken se nachází. | “ |
| — Pozůstalostní inventář Jiřího Štěpána Bruntálského z Vrbna z roku 1682 | |   |

Od 15. dubna 1964 je zámek registrován jako kulturní památka pod rejstříkovým číslem 20745/8-1505. Zámek je ve vlastnictví Moravskoslezského kraje a využívá jej Střední škola, Dětský domov a Školní jídelna, Velké Heraltice, příspěvková organizace.